# Gheorghe Vrânceanu
Gheorghe Vrânceanu (* 30. Juni 1900 in Valea Hogei; † 27. April 1979 in Bukarest) war ein rumänischer Mathematiker.

## Leben
Vranceanu war der Sohn armer Bauern. Sein Talent fiel dem Dorfschullehrer auf, der dafür sorgte, dass er die höhere Schule besuchen konnte. Ab 1919 studierte er mit einem Stipendium Mathematik an der Universität Iasi, wo er 1921 Assistent am Mathematischen Seminar wurde und 1922 seinen Abschluss machte. 1923 ging er an die Universität Göttingen zu David Hilbert und danach an die Universität Rom, wo er 1924 bei Tullio Levi-Civita promoviert wurde (Sopra una teorema di Weierstrass e le sue applicazioni alla stabilita). Er kehrte nach Iasi zurück. Seine Entdeckung nicht-holonomer Räume (heute nach ihm benannt) machte ihn 1926 schnell bekannt. Er wurde Dozent in Iasi und ging 1927/28 mit einem Rockefeller-Stipendium nach Paris, wo er mit Élie Cartan arbeitete, und in die USA an die Harvard University und die Princeton University und machte dort die Bekanntschaft von George David Birkhoff und Oswald Veblen. Obwohl man ihm eine akademische Karriere in den USA in Aussicht stellte, kehrte er nach Rumänien zurück. 1929 wurde er Professor an der Universität Cernauti und 1939 Professor an der Universität Bukarest als Nachfolger von Gheorghe Țițeica. 1948 wurde er Inhaber des Lehrstuhls für Geometrie und Topologie. 1970 ging er in den Ruhestand, blieb aber weiter mathematisch aktiv.
Sein wissenschaftlicher Schwerpunkt lag in der Geometrie (in der er auf vielen Bereichen forschte) und deren Anwendung in der Mechanik. Er schrieb mehrere Lehrbücher, unter anderem über Differenzialgeometrie (das Buch wurde ins Französische und Deutsche übersetzt).
1928 führte er auf dem Internationalen Mathematikerkongress in Bologna nichtholonome Mannigfaltigkeiten ein (Parallelisme et courbure dans une variété non holonome), in heutiger Definition glatte Mannigfaltigkeiten versehen mit einer glatten Distribution, die im Allgemeinen nicht integrabel ist. Etwa gleichzeitig geschah dies durch John L. Synge und weitere wichtige Beiträge lieferten bald darauf der russische Mathematiker V. Vagner und Jan Arnoldus Schouten. Sie entstanden aus dem Bedürfnis, ein geometrisches Analogon für nichtholonome mechanische Systeme zu finden.
Er war auch politisch aktiv und 1944 einer der Gründer einer Partei, die gegen einen weiteren Kampf gegen die Sowjetunion war.
Er war Herausgeber der Revue Roumaine de Mathématiques Pures et Appliquées und bemühte sich um internationale Kontakte durch Organisation von Konferenzen und weltweite Gastprofessuren. Von ihm stammen rund 300 wissenschaftliche Arbeiten.
1946 wurde er korrespondierendes und 1955 volles Mitglied der Rumänischen Akademie der Wissenschaften, deren Mathematik-Abteilung er ab 1964 vorstand. Er war Ehrendoktor der Universität Bologna und der Universität Iași. 1970 wurde er Mitglied der Königlich Flämischen Akademie der Wissenschaften in Brüssel. 1975 wurde er Vizepräsident der Internationalen Mathematischen Union.
Vranceanu war an der Herausgabe der gesammelten Werke von Elie Cartan beteiligt.
Zu seinen Doktoranden zählen Kostake Teleman und Henri Moscovici.

## Schriften
- Opera matematica, 4 Bände, Bukarest 1969 bis 1977
- Les espaces non holonomes, Paris, Gauthier-Villars 1936
- Interprétation géométrique des processus probabilistiques continus, Gauthier-Villars 1969
- Vorlesungen über Differentialgeometrie, Berlin, Akademie Verlag 1961 (Übersetzer Max Pinl aus dem Französischen, Original in Rumänisch in 4 Bänden)